# Cementerio municipal de San José
El cementerio municipal de San José es un cementerio situado en la ciudad española de Pamplona, en Navarra. Fue construido en el año 1808 y se encuentra situado en una zona de la ciudad conocida como Berichitos.

## Historia
Por reales cédulas del Consejo Supremo de Navarra, dictadas el 3 de abril de 1787 y 19 de julio de 1804, se prohibió el enterramiento de cadáveres en las iglesias del entonces aún reino de Navarra y se ordenó la construcción de cementerios fuera de las poblaciones, señalando los medios de cubrir los gastos. La real cédula, promulgada por Carlos IV buscaba la construcción de "cementerios ventilados" fuera de las poblaciones.

### Construcción y costes
En enero de 1806 se acordó construir el cementerio encargando los planos al arquitecto municipal Juan Antonio Pagola. Pamplona era todavía una plaza fuerte.
El Consejo del Reino, tras aprobar el expediente el 12 de febrero de 1806, dispuso que el coste fuese cubierto por el Cabildo de la catedral, con 8.000 reales fuertes, las cuatro parroquias —San Juan Bautista, con 16.056 reales; San Nicolás, con 10.000; San Saturnino, con 12.000; y San Lorenzo, con 2.000), el hospital, que puso 1.000 y el ayuntamiento, con 16.056 reales.
Se compraron 16 robadas de terreno en el término de Berichitos, junto a la playa de la Biurdana. Costó la compra 2.849 reales (unas 1.424,50 pesetas).
El cementerio municipal de San José de Pamplona se finalizó en noviembre del año 1808, con un coste total final de 43.765 pesetas. El 8 de diciembre de ese año se utiliza por primera vez. Al principio se creó una junta compuestas por los cabildos parroquiales, la catedral y el hospital, que atendían los gastos de mantenimiento. 
En origen, el nuevo cementerio estaba dividido en ocho partes, de manera que cada una tuviese su uso dependiendo del lugar del que procedía el muerto: Hospital Militar, las parroquias de San Juan Bautista, San Saturnino, San Nicolás, San Lorenzo, Hospital civil, eclesiásticos y autoridades civiles y militares.

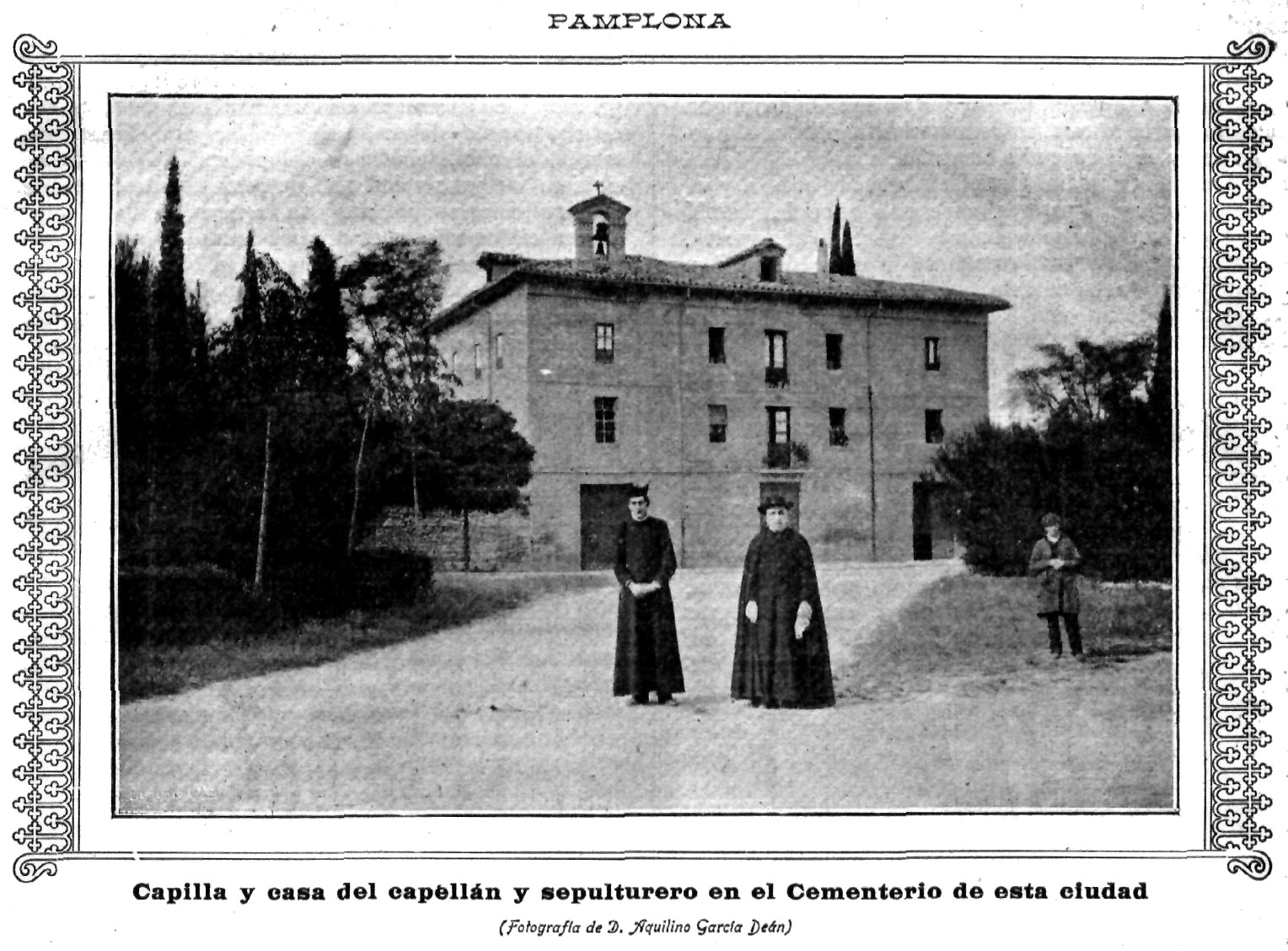
Fotografía del 8 de octubre de 1909, en la cual aparece el capellán del cementerio D. Joaquín Igúzquiza y Sainz Pardo, y el ex catedrático del Seminario Conciliar, Lic. D. José Zabalza y Jiménez - La Avalancha: revista ilustrada. Año 15, n. 351 (25 de octubre de 1909)

### Propiedad municipal y capilla
Pero tras la ley 64 de las Cortes de Navarra, de 1817 y 1818, se impuso estos servicios a los ayuntamientos. El 1 de abril de 1829 se hizo cargo el municipio de Pamplona, llevándose a cabo mejoras. Las primeras, levantar un capilla y una casa para el capellán y el sepulturero. Presentaron proyectos el ingeniero militar Miguel Hermosilla y el arquitecto municipal Juan Antonio Pagola con un presupuesto más económico que fue el aceptado. El 14 de marzo de 1832 el vicario general de la diócesis de Pamplona, Casildo Goicoa, autoriza el levantamiento de la capilla.
En junio de 1833 quedó construida la capilla y una vivienda para el capellán y el sepulturero. El coste ascendió a 32.000 pesetas y fue ejecutado por el maestro de obras José Antonio Mayora siguiendo los planos del arquitecto municipal. Dedicada a Jesús Crucificado, se abrió al culto el 1 de enero de 1842 siendo su primer capellán el dominico exclaustrado fray José María Pina.

### Ampliaciones
Posteriormente se ha llevado a cabo otras mejoras y ampliaciones. 
El 12 de marzo de 1859 se decide duplicar la extensión con un presupuesto de 71.414 reales de vellón (17.853,50 ptas) que incluía los muros de cerramiento, la compra de los terrenos, la construcción de sendos osarios y una cubierta de losa. El 4 de junio de 1861 se inauguró esta primera ampliación.
La ciudad crecía y con ello la necesidad de ampliar el camposanto. El 20 de febrero de 1896 se asigna una nueva partida presupuestaria por importe de 82.398 ptas. En esta segunda ampliación, además de agregar 24.564 m², dotaba al camposanto de un depósito de cadáveres, una sala de autopsias, un osario y unos almacenes, además de alcantarillas, arreglo de caminos y plantación de cipreses. Los planos, en esta ocasión, eran del arquitecto municipal Julián Arteaga Sáenz. Las obras comenzaron en noviembre de 1896 y el 26 de abril de 1898 se bendijo la nueva ampliación. En 1914 ocupaba una superficie de 46.152 m².
Desde 1849 el municipio, con varios carruajes de distintas clases, realizaba los traslados con tarifas diferentes según el modelo: el coche de gala costaba 60 ptas; el de 1ª clase, 30 ptas y el de 2ª clase, 15 ptas. La cuestión es que, por el bando del 7 de marzo de 1849 que establecía oficialmente tal servicio, se intuye que los traslados hasta entonces eran «repugnantes a la vista» ya que se debían colocar «de modo indecoroso» en la parte zaguera de coches particulares «con peligro en muchos casos de causar daño a la salud pública».
En el año 2000, se puso en marcha el primer horno crematorio.
Con motivo de la pandemia del COVID-19 y la promulgación del estado de alarma en España, el cementerio se vio obligado a cambiar sus rutinas, llegándose a restringir su acceso y la posibilidad de visita.

## Características
El camposanto tiene actualmente una ocupación de 127.930 m² y trabajan un total de 20 personas.

### Accesos

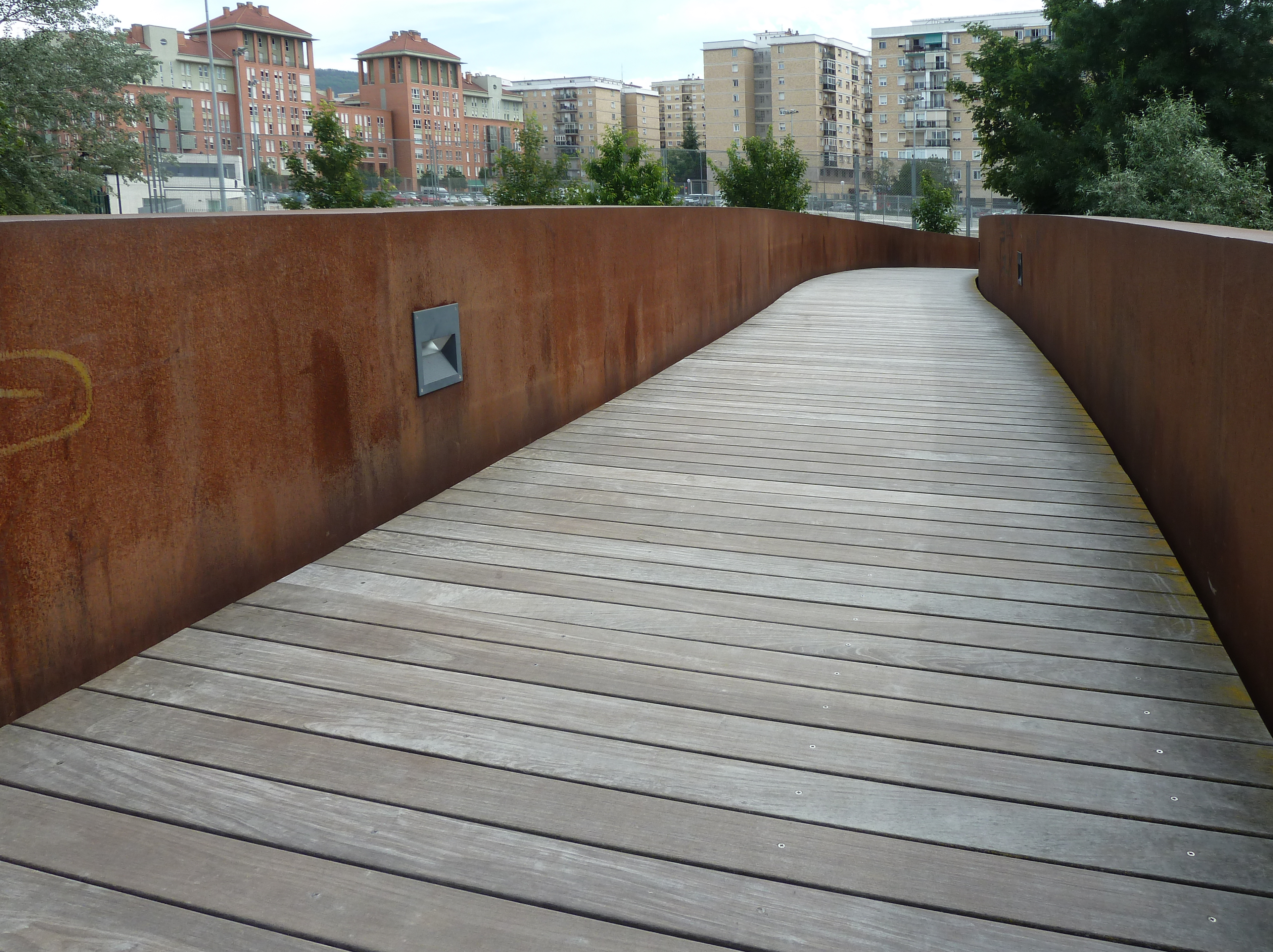
Pasarela peatonal de San Jorge, junto al campo de fútbol, que da acceso a la puerta principal del cementerio.

Las vías de acceso al camposanto, tanto para el tráfico rodado como para los viandantes, son varias: Pueden accederse desde la rotonda de la avenida de Navarra en el barrio de San Juan, junto a la Agrupación Deportiva San Juan, viniendo desde el norte tras cruzar el barrio de San Jorge o tras viniendo desde el sur tras cruzar el barrio de Mendebaldea.
También es posible llegar desde la rotonda de la confluencia de las calles pamplonesas Orkoien y Biurdana, junto al IES Julio Caro Baroja-La Granja, así como por la carretera del Puente de Miluze, que comienza en la localidad navarra de Barañáin.
Además de los accesos citados anteriormente, peatonalmente también se puede acceder desde el barrio de San Jorge a través de las pasarelas peatonales que cruzan el río Arga.
Tradicionalmente, estos accesos quedan restringidos por la Policía Municipal de Pamplona para todos los vehículos durante la festividad del Día de Todos los Santos.

## Sepulturas de personas célebres
En este cementerio yace Pablo Sarasate, quien tenía su panteón desde 1879, el mismo año en que se fundó la Orquesta Pablo Sarasate, varios años antes de muerte.
- Tomás Caballero (1935-1998), político español asesinado por ETA.
- Sabicas (1912-1990), guitarrista español.
- Luka Brajnović (1919-2001), novelista y poeta.
- Ignacio Zoco (1939-2015), futbolista español.